# Luiz Eduardo dos Santos Gonzaga
Eduardo dos Santos Gonzaga, genannt Dudú, (* 2. April 1990 in Itanhaém) ist ein brasilianischer Fußballspieler.

## Karriere
Dudú startete seine Laufbahn in verschiedenen unterklassigen Klubs. 2012 spielte er das erste Mal in Staatsmeisterschaft von São Paulo. Am 15. April spielte gegen den EC XV de Novembro (Piracicaba) ab der 82. Minute. Im Ligabetrieb spielte er erst im Folgejahr eine Rolle. Beim CA Bragantino betritt er am 25. Mai 1013 sein erstes Spiel in der Série B. Die Série A 2014 startet er beim Erstligisten Figueirense FC. Sein erster Série A Spiel betritt Dudu am 19. April gegen deb Fluminense FC. Im Sommer desselben Jahres wechselte der Spieler auf Leihbasis nach Japan zum Kashiwa Reysol. Nach einem halben Jahr ging Dudu, nach sechzehn Spielen in Liga und Pokal im Gepäck, wieder zurück nach Brasilien. Ab der Série A 2015 startete Dudu wieder für seinen Stammverein. Nachdem Dudu 2016 zunächst weiter für Figueirense aufgelaufen war, gab Ventforet Kofu am 5. Juli 2016 seinen erneuten Wechsel nach Japan bekannt. Für die Saison 2018 wurde Dudu in die zweite japanische Liga an Avispa Fukuoka ausgeliehen. Nach 36 Zweitligaspielen und zehn Toren wechselte er 2019 zum Ligakonkurrenten Ventforet Kofu nach Kōfu. Hier spielte er bis Ende 2020. In 55 Zweitligaspielen schoss er 17 Tore. Im Januar 2021 verpflichtete ihn der ebenfalls in der zweiten Liga spielende FC Machida Zelvia aus Machida. Für den Zweitligisten bestritt er 56 Ligaspiele. Zu Beginn der Saison 2023 wechselte er zum Drittligisten FC Imabari. Noch im Juli des Jahres wechselte Dudú zum Zweitligisten JEF United Ichihara Chiba. Hier bestritt er 77 Ligaspiele und erzielte 19 Treffer. Nach der Saison 2024 wurde sein Vertrag bei JEF nicht verlängert.

## Erfolge
Figueirense
- Staatsmeisterschaft von Santa Catarina: 2014, 2015

Kashiwa Reysol
- Copa Suruga Bank: 2014